# ويليام ر. موريسون
ويليام ر. موريسون هو مؤرخ كندي، ولد في 26 يناير 1942.